# Bactrocera prolixa
Bactrocera prolixa är en tvåvingeart som beskrevs av Drew 1989. Bactrocera prolixa ingår i släktet Bactrocera och familjen borrflugor. Inga underarter finns listade.